# Свіжий вітер. Волга
«Свіжий вітер. Волга» (рос. Свежий ветер. Волга) — картина російського художника Ісаака Левітана, написана в 1895 році. Картина є частиною зібрання Державної Третьяковської галереї (інвентарний номер 1488). Розмір картини — 72 × 123 см.

## Історія і опис
Поряд з іншими картинами 1895 року, «Березень» та «Золота осінь», картина «Свіжий вітер. Волга» вважається однією з найбільш яскравих і святкових картин Левітана. Задум цієї картини народився у художника в 1890 році, коли він перебував у Пльосі, а закінчена картина була тільки через п'ять років. Вона була показана на 24-й виставці Товариства пересувних художніх виставок («передвижників») у 1896 році.
На картині зображена річка Волга в сонячний вітряний день. У правій частині на передньому плані знаходиться самохідна баржа з великим вітрилом, назустріч якій пливе білий пасажирський пароплав. Також на передньому плані зображений човен із самотнім веслярем, а вдалині на задньому плані видно якесь місто.